# Principat de Bhavnagar

Bandera amb escut

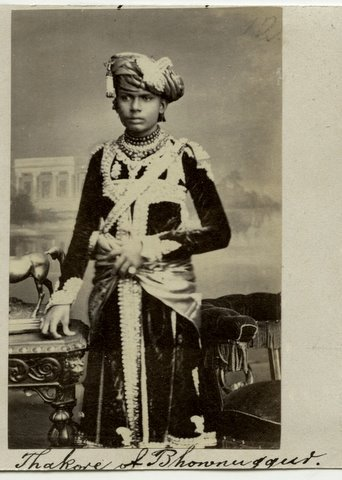
Un Thakur de Bhavnagar a finals del segle XIX

El principat de Bhavnagar o Bhaunagar fou un dels principals estats tributaris protegits de l'Índia a Kathiawar. Era part de l'agència de Kathiawar, regió de Gujarat, presidència de Bombai. La superfície era de 7407 km² i la població el 1872 de 428.000, el 1881 de 400.323, el 1891 de 467.282 i el 1901 de 412.664 habitants (descens per la fam de 1899-1900) distribuïts em 659 pobles el 1881 i 11 ciutats i 655 pobles el 1901. Limitava al nord per Ranpur, Panchal i el districte d'Ahmedabad; a l'est el golf de Cambay i la taluka Dhandhuka del districte d'Ahmedabad; al sud la mar d'Aràbia i a l'oest amb Sorath i Halar.
Les muntanyes principals eren les de Sihor, Khokra, Und, i Babriadhar, a més de les muntanyes frontereres de Gir a l'oest (amb el pic Mitiala). Els rius principals eren el Shetrunji, Bagad, i Malan; l'únic llac era un proper a la capital de 5 km de circumferència, al costat del riu Gadechi.
Segons la tradició la tribu gohel dels rajputs es va establir a la regió en una data que varia segons les tradicions entre 1194, 1240 o 1260, sota un cap de nom Sejak que va viure al poble anomenat Sejakpur del seu nom; els seus tres fills Ranoji, Sarangji i Shahji foren els ancestres de les cases reials de Bhaunagar, Lathi i Palitana. La casa reial de Wala o Vala va derivar de Bhavnagar. La capital fou Ranipur (vers 1254-1309), després Umrala o Gogha (1309-1445), Umrala (1445-1570) i Sihor o Shihor o Sihore (1570/1723) fins que es va fundar Bhaunagar o Bhavnagar (del nom del sobirà Bhav) després del 1723 (acabada el 1742).
El 1759 el govern de Bombai va adquirir el dret d'un quart de les duanes del port de Bhaunagar de mans senyor de Surat, al qual havia estat concedit per Bhav Singh; Surat va fer aquesta concessió a canvi de la protecció britànica contra el seu enemic el nawab de Cambay. El 1771 Akheraji de Bhavnagar va ajudar els britànics a ocupar les fortaleses de Talaja i Mahuwa, en mans de pirates kulis. Talaja fou oferta a Akheraji, que la va refusar i fou cedida al nawab de Cambay, ara aliat britànic. El 1772 va pujar al tron el seu fill Wakhat Singh que va lluitar també contra els pirates que operaven a la zona i va millorar el comerç; la lluita contra els pirates el va fer de facto aliat del govern britànic a Bombai.; va arrabassar al nawab de Cambay el fort de Talaja i per un acord amb el govern britànic el 1773 el va poder conservar pagant 7500 lliures. Sota Wakhat Singh els límits de l'estat es van engrandir considerablement tant a costa dels pirates kolis i kathis com d'altres; del nawab Saheb Ahmad Khan de Cambay va oibtenir Rajula; va dominar la taluka Gogha que estava en mans de la família Babi per concessió dels sultans de Gujarat i després de passar a mans del peshwa (1757) i de Momin Khan i Sher Zaman Khan finalment la va annexionar; el 1793 va ocupar Chital i també a la part final del segle Mahuva, Kundla, Trapaj, Umrala i Botad.
Quan Kathiawar fou repartit entre el gaikwar i el peshwa, els territoris occidentals de Bhavnagar foren cedides a Baroda mentre les orientals (amb la mateixa Bhavnagar i la seu anterior a Sihor o Sehore) van passar al peshwa maratha formant els districtes de Dhandhuka i Gogo, que el peshwa va cedir als britànics al tractat de Vasai el 31 de desembre del 1802. Alguns altres territoris de Bhavnagar van passar als britànics; el 1803 els anglesos van restituir els antics dominis de Bhavnagar als districtes de Dhandhuka i Gogo, de facto. Un acord entre el thakur de Bhavnagar i el govern britànic va traspassar a aquest el tribut de Baroda al principat cap a la Companyia Britànica de les Índies Orientals i el Gaikwar ho va confirmar en l'acord de 1807. El 1815 la part de l'estat que teòricament era de sobirania britànica (districtes de Dhandhuka i Gogo) fou intervingut en afers judicials, acusat de seriosos abusos de poder; els sobirans de Bhavnagar van protestar inútilment. El 1839 el govern britànic va suprimir la fàbrica de moneda de Bhavnagar i a canvi va rebre 280 lliures a l'any. Finalment la intervenció del 1815 es va compensar amb un subsidi de 5200 lliures. El 1866 alguns pobles d'aquesta jurisdicció foren transferits del control de la recaptació i judicial de la presidència de Bombai al de l'agent polític de Kathiawar. Un tractat sobre una línea de telègraf es va signar el 1873.
Els seus sobirans portaven el títol de Thakur Sahib fins al 1909 que van adoptar el de maharajà. Tenien dret a salutació d'onze canonades. El seu exèrcit era de 2765 homes a més de 85 policies a cavall i 500 a peu. El seu tribut era de 15.449 lliures entre el govern britànic, el gaikwar de Baroda i el nawab de Junagarh. La successió seguia la primogenitura i va rebre un sanad autoritzant l'adopció.
Va existir fins a la independència de l'Índia el 1947. El 10 d'octubre de 1924 li fou concedit el dret d'usar el pavelló vermell britànic amb l'escut reial pels seus vaixells. Posteriors renúncies sobre terres i fronteres marítimes a Gago, li van suposar altres 400 lliures. El hakur va lliurar als vaixells britànics de taxes quan entraven en els seus ports per mala mar o turmenta.
La capital era la ciutat de Bhaunagar o Bhavnagar, situada al golf de Cambay, amb una població de 47.792 habitants el 1881 i 56.442 el 1901, fundada vers el 1742 per Bhav Singh.

## Llista de prínceps
- Thakur Sejaki vers 1194-1254 thakur de Sejapur
- Thakur Ranoji Sejaki (fill) vers 1254-1309, thakur de Ranipur
- Thakur Mokhdaji Ranoji (fill) 1309-1347, thakur de Goga o Gogha
- Thakur Dungarji Mokhdaji (fill) 1347-1370, thakur de Gogha
- Thakur Vijoji Dungarji (fill) 1370-1395, thakur de Gogha
- Thakur Kanoji Vijoji (fill) 1395-1420, thakur of Gogha
- Thakur Sarangji Kanoji (fill) 1420-1445, thakur of Gogha
- Thakur Shivdasji Saranji (fill) 1445-1470, thakur d'Umrala
- Thakur Jethiji Shivdasji (fill) 1470-1500, thakur d'Umrala
- Thakur Ramdasji Jethiji (fill) 1500-1535, thakur d'Umrala
- Thakur Sartanji Ramdasji (fill) 1535-1570, thakur d'Umrala
- Thakur Visoji Sartanji (fill) 1570-1600, thakur de Sihor
- Thakur Dhunaji Visoji (fill) 1600-1619, thakur de Sihor
- Thakur Ratanji I Visoji (germà) 1619-1620, thakur de Sihor
- Thakur Harbhamji Ratanji (fill) 1620-1622, thakur de Sihor
- Thakur Govindji Ratanji (germà) 1622-1636, thakur de Sihor
- Thakur Akheraji II Govindji (fill) 1636-1660, thakur de Sihor
- Thakur Ratanji II Akheraji (fill) 1660-1703, thakur de Sihor
- Thakur Sahib Bhav Singh I o Bhavsinhji I Ratanji 1703-1764 thakur de Sihora i després de Bhavnagar
- Thakur Sahib Akheraji III Bhavsimhji 1764-1772
- Thakur Sahib Wakhat Singh Akheraji 1772-1816
- Thakur Sahib Waje Singh Wakhatsimhji 1816-1852
- Thakur Sahib Akheraji IV Bhavsimhji 1852-1854
- Thakur Sahib Jashwant Singh Bhavsimhji 1854-1870
- Thakur Sahib Takhat Singh Jashwantsimhji 1870-1896
- Bhav Singh II Takhatsimhji 1896-1919 (després Maharaja Raol Shri Bhav Singh II Takhatsimhji)
- Maharaja Raol Shri Krishnakumar Singh Bhavsimhji 1919-1947